# 大友親繁
大友 親繁（おおとも ちかしげ）は、室町時代から戦国時代にかけての武将・守護大名。大友氏の15代当主。豊後・筑後守護。11代当主・大友親著の四男。初名は親重（ちかしげ）、のち親職（ちかもと）。その後に親繁に改名するがその時期などは不明。

## 生涯
従伯父に当たる12代当主の持直が室町幕府に反抗し追討された際には父と共に持直方に味方し、持直の敗北後は姿をくらまし一時逐電した。
文安元年（1444年）、両統迭立政策の影響で持直の弟で舅でもある親隆から親隆の娘を娶ることを条件に家督を継いだとされるが、継承時期については当時の文書に改ざんのあった可能性があるため異説もある。以後の当主は親繁の子孫が独占した。
親繁は大友氏内部の混乱を解決するために家臣団の統制強化や領国の支配強化に務めた。また海外貿易に注目し、李氏朝鮮などに対して積極的に使節を派遣し、莫大な利益を得た。
寛正元年（1460年）には臼杵荘の領有を巡って伊予国の河野教通と相論になっている。
応仁元年（1467年）の応仁の乱では東軍に属し、大内教幸の援助及び西軍討伐を東軍から命じられている。
文明8年（1476年）、長男の政親に家督を譲って隠居し、明応2年（1493年）に83歳で没した。

## 偏諱を受けた人物
親繁時代
- 犬塚繁貞（いぬづか しげさだ）- 別名、家親（いえちか）。犬塚鎮家の高祖父。
- 上野氏繁（うえの うじしげ）- 足利氏系または豊後大神氏系の豊後上野氏の当主。氏繁の代から大友氏に臣従。
- 上野繁兼（うえの しげかね）- 氏繁の子。
- 上野繁信（うえの しげのぶ）- 繁兼の子。
- 江藤繁常（えとう しげつね）- 九州千葉氏の一族・家臣で、江藤胤晴（たねはる）を祖とする（江藤新平もこの末裔とされる）。胤晴から公晴（きんはる）-公将（きんまさ）-繁常-公氏（きんうじ）。孫の治定は大友親治から1字賜る。
- 大津留繁綱（おおづる しげつな）- 大津留氏は豊後大神氏の支流。
- 小津留繁顕（おづる しげあき）・小津留繁光（おづる しげみつ） - 田北鑑生、田北紹鉄、田北鎮周らを輩出した田北氏の支流・小津留直行の子。
- 蒲池繁久（かまち しげひさ）
- 竈門繁貞（かまど しげさだ）
- 朽網繁貞（くたみ しげさだ） - 朽網親満の父。
- 朽網繁成（くたみ しげなり）- 朽網氏一族。大友政親の代まで仕える。
- 黒木繁実（くろき しげざね）
- 斎藤繁実（さいとう しげざね） - 斎藤綱実の子、通称は斎藤光鬼。のちに斎藤鎮実を輩出した豊後斎藤氏の当主。
- 千葉繁常（ちば しげつね） - 九州千葉氏の一族でその家臣。
- 長野繁信（ちょうの しげのぶ）・長野繁堅（ちょうの しげかた） - 清原氏系豊後長野氏の一族。ともに幸信（ゆきのぶ）の子。祖父は親信（ちかのぶ）、曾祖父は言堅（ときかた）。
- 長野繁治（ちょうの しげはる） - 言堅の弟・氏治（うじはる）の子。
- 富来繁英（とみき しげひで）- 父は直賢（なおかた）。はとこの富来当氏（まさうじ、のち鑑豊）を養子とする。姉は親繁の兄・親綱の愛妾とされる。
- 富来繁教（とみき しげのり）- 繁英の弟。子の鑑秀（あきひで）は大友義鑑の娘婿。
- 中村繁家（なかむら しげいえ）- 本庄氏一族（下記本庄繁栄とは同族と思われる）。姓氏対立事件に関与した中村長直の父か。
- 永富繁直（ながとみ しげなお） - 古庄氏一族。
- 本庄繁栄（ほんじょう しげはる/しげひで）- 年寄衆。子の右述（すけのぶ）は大友義右から偏諱を賜る。
- 真玉繁世（またま しげよ）- 大友氏支流。重愛の子。
- 森迫繁度（もりさこ しげのり)
- 問註所繁康（もんぢゅうじょ しげやす）- 問註所氏当主。子孫に問註所統景など。